# رئیس‌جمهور سنگاپور
رئیس‌جمهور سنگاپور (انگلیسی: President of Singapore) رئیس کشور سنگاپور است و دولت وی بر اساس یک نظام پارلمانی اداره می‌شود.

## پیشینه
مدیریت اجرایی سنگاپور از طریق کابینه یا هیئت دولت این کشور و توسط نخست‌وزیر سنگاپور رهبری می‌شود. رئیس‌جمهور است که در انتخابات ریاست‌جمهوری سنگاپور ۲۰۱۷ به ریاست‌جمهوری انتخاب شد. او اولین رئیس‌جمهور زن سنگاپور و نخستین رئیس‌جمهور مالزیایی سنگاپور، ۴۷ سال پس از مرگ یوسف بن ایشاک، اولین رئیس‌جمهور این کشور است. قانون اساسی سنگاپور شرایط سختی را برای انتخاب و صلاحیت ریاست‌جمهوری تعیین می‌کند. قبل از سال ۱۹۹۳، رئیس‌جمهور توسط پارلمان سنگاپور انتخاب می‌شد. اما در پی اصلاحاتی که در قانون اساسی سال ۱۹۹۱ به تصویب رسید. رئیس‌جمهور تبدیل به یک مقام منتخب مردمی با اختیارات خاص شد، که به‌طور ویژه هزینه‌های دولت و تعیین مواضع کلیدی در ادارات دولتی را کنترل و تعیین می‌کند. کیم وی اولین رئیس‌جمهوری بود که به موجب اصلاحیه‌های قانون اساسی سال ۱۹۹۱، قدرت خود را افزایش داد. اولین رئیس‌جمهور منتخب که توسط آرای مردمی انتخاب شد آنگ تنگ چیونگ بود که از سال ۱۹۹۳ تا ۱۹۹۹ خدمت کرد. در سال ۲۰۱۶ اصلاحیه جدیدی برای مجامع به تصویب رسید به این معنی که اگر اجتماعی در پنج دوره ریاست‌جمهوری پیشین رئیس‌جمهور از جانب خود انتخاب نکرده باشد، می‌تواند پست ریاست جمهوری را برای اجتماع خود «رزرو شده» در نظر بگیرد.
مقر رسمی استقرار رئیس‌جمهور در ایستانا است و از زمان یوسف ایشاک بین ۱۹۶۵–۱۹۷۰ تاکنون هیچ رئیس‌جمهوری در این مقر رسمی استقرار نیافته.